# ۲۰۰۱: ادیسه فضایی (فیلم)
۲۰۰۱: ادیسه فضایی (به انگلیسی: ‎2001: A Space Odyssey) یک فیلم علمی تخیلی و حماسی محصول سال ۱۹۶۸ آمریکا-بریتانیا به کارگردانی و تهیه‌کنندگی استنلی کوبریک است. فیلم‌نامه آن توسط کوبریک و آرتور سی کلارک و تا حدودی متأثر از داستان کوتاه کلارک با نام «نگهبان» (به انگلیسی: The Sentinel) نوشته شده است. کلارک همزمان یک رمان با عنوان همین فیلم را نیز نوشت که پس از پخش شدن فیلم آن را پخش کرد. داستان این فیلم در رابطه با چند رویارویی میان بشر و یک تک‌سنگ (مونولیت) سیاه اسرارآمیز است که ظاهراً در تکامل انسان اثرگذار بوده و در سفر به سیاره مشتری، از سوی یکی از آن مونولیت‌ها، سیگنالی نیز فرستاده می‌شود.
این فیلم در چهار پرده مجزا ساخته شده که در پرده نخست دنیل ریچر نقش «ماه‌نگر» را ایفا می‌کند و ویلیام سیلوستر نقش دکتر هی‌وود آر. فلوید را در پرده دوم ایفا می‌کند. کیر دوله (در نقش دکتر دیوید بومن) و گری لاک‌وود (در نقش دکتر فرانک پول) ستاره‌های پرده سوم فیلم هستند که به عنوان فضانورد سوار بر در سفینهٔ دیسکاوری ۱ هستند و به سیاره مشتری سفر می‌کنند. در پرده سوم از صدای داگلاس رین نیز به عنوان رایانه علمی هال ۹۰۰۰ که تقریباً کنترل تمام سفینه را در اختیار دارد استفاده شده است. چهارمین و آخرین پردهٔ فیلم مربوط به سفر دیوید بومن به آنسوی بی‌نهایت را دربرمی‌گیرد. این فیلم توسط شرکت مترو گلدوین میر آمریکا تهیه و توزیع شده و عمدتاً مراحل ساخت آن در انگلستان انجام شده است و از ویژگی‌های استودیویی بریتیش ام‌جی‌ام (تابع شرکت ام‌جی‌ام) استفاده شده که از جمله آخرین فیلم‌هایی بوده که در آن استودیو پیش از بسته‌شدنش در سال ۱۹۷۰ استفاده شده بود.
این فیلم با همکاری شرکتی که متعلق به استنلی کوبریک بود «استنلی کوبریک پروداکشن» نیز تهیه شده است. کوبریک که فیلمبرداری دو فیلم قبل خود را نیز در انگلستان انجام داده بود تصمیم گرفت که برای ساخت فیلم اودیسه فضایی در آنجا مستقر شود. اگرچه این فیلم یک ماه پیش از انتشارش در ایالات متحده آمریکا، در بریتانیا پخش شده، اما دانشنامه بریتانیکا این فیلم را یک فیلم آمریکایی می‌داند. منابع دیگر این فیلم را یک محصول آمریکایی، انگلیسی یا مشترکاً ساخته‌شده توسط هر دو کشور می‌دانند. از نظر موضوعی این فیلم با موضوعاتی از قبیل تکامل بشر، تکنولوژی، هوش مصنوعی و زندگی بیرون از زمین سر و کار دارد. همچنین فیلم از لحاظ دقت علمی، جلوه‌های ویژهٔ پیشرو، تصویرسازی مبهم، استفاده از صدا به جای روش‌های روایت سنتی و همچنین دیالوگ‌های مینیمالیست قابل ذکر است. موسیقی فیلم حاصل پیوندی است که کوبریک میان حرکت چرخان ماهواره و رقصنده‌های والتز ایجاد کرده است که در نهایت منجر به استفاده از قطعه «دانوب آبی» از یوهان اشتراوس دوم و یک پوئم سمفونیک از ریشارد اشتراوس با نام چنین گفت زرتشت (که برای تصویرسازی مفهوم فلسفهٔ ابرانسان در کتاب چنین گفت زرتشت نیچه استفاده شده) است.
با وجود اینکه این فیلم در ابتدا واکنش‌ها و نقدهای مختلفی را از سوی تماشاگران و منتقدان دریافت کرد اما کم-کم هواداران خود را بدست آورد و به یکی از پرفروش‌ترین فیلم‌ها تبدیل شد. چند سال پس از پخش اول فیلم، این فیلم ناگهان به عنوان پرفروش‌ترین عرضه تصویری از ۱۹۶۸ به بعد در آمریکای شمالی تبدیل شد. امروزه این فیلم به عنوان یکی از شناخته‌شده‌ترین فیلم‌ها در دنیا است و از سوی منتقدین، تماشاگران و فیلمسازان به عنوان یکی از بزرگ‌ترین و تاثیرگذارترین فیلم‌ها در طی زمان یاد می‌شود. در سال ۲۰۰۲ و از سوی مجله فیلم سایت اند ساوند، این فیلم از سوی منتقدین در جایگاه ششم ده فیلم برتر، پس از فیلم داستان توکیو قرار گرفت که در سال ۲۰۱۲ نیز این جایگاه را حفظ کرد و همچنین از نظرسنجی که توسط کارگردانان در این مجله انجام گرفت به عنوان دومین فیلم برتری که در طی زمان ساخته شده انتخاب شد. در نظرسنجی سال ۲۰۲۲ نشریه سایت اند ساوند، این فیلم از نظر منتقدان در جایگاه ششم و از نظر کارگردان‌ها در جایگاه نخست قرار گرفت. این فیلم نامزد چهار جایزه اسکار شد که جایزه بهترین جلوه‌های بصری را به‌دست‌آورد. دنباله‌ای با نام ۲۰۱۰: سالی که ما ارتباط برقرار کردیم به کارگردانی پیتر هایمز در سال ۱۹۸۴ منتشر شد.

## نام فیلم
واژه یونانی اُدیسه (به یونانی: Ὀδύσσεια) امروزه در ادبیات انگلیسی به معنای «سفری بلند و پر از تجربه» به‌کار می‌رود. اصلیت این واژه به ادیسه اثر هومر بازمی‌گردد (ادیسه به معنای سفر odyssey و ادیسه هومر Odyssey نوشته می‌شوند).
این فیلم روایت یک سفر فضایی است اما این سفر بیشتر جنبه استعاره‌ای دارد. نام ۲۰۰۱: یک ادیسه فضایی، به خودیِ خود پرده از محتوای اسطورهای درونش برمی‌دارد و نام ادیسه هومر را به یاد می‌آورد. هر دو اثر (ادیسه هومر و ادیسه کوبریک) نمایشی از سفر یک قهرمان و همراهانش به دنیایی ناشناخته هستند، سفرهایی که هر یک به مقتضای فناوری زمان خود انجام می‌شوند. هر دو در بازگشت به خانهٔ پروتاگونیستی به اوج می‌رسند که تنها بازماندهٔ سفر ماجراجویانه خود هستند.

## داستان
داستانی در چهار پرده:
داستان ۲۰۰۱ در ۴ پرده روایت می‌شود. روایت اول به نخستین روزهای حضور انسانیان بر سیاره ما بر می‌گردد. در داستانی طولانی و بدون دیالوگ، فیلم به نمایش نماهایی از زندگی نخستین راست‌قامتان روی زمین می‌پردازد. در بین زندگی روزمره آن‌ها ناگهان تخته‌سنگی سیاهرنگ در محل زندگی آن‌ها ظاهر می‌شود که به نظر می‌رسد بر روند تکامل و رشد این موجودات نقش بازی می‌کند. جزئیات بیش‌تر از تأثیر این تخته سنگ بیگانه در روند رشد این نخستی‌ها در کتاب آمده است. تحت تأثیر آموزه‌ها و تأثیرات این تخته‌سنگ موجودات اولیه شروع به همکاری با یکدیگر برای تصاحب منابع موجود (چشمه آب) می‌کنند و موفق به استفاده از ابزارهای اولیه می‌شوند. استخوانی که نقش سلاحی اولیه‌ای را بازی می‌کند در نمایی خیره‌کننده از فیلم وقتی از سوی یکی از نخستی‌ها به هوا پرتاب می‌شود پیچ‌وتاب می‌خورد و بیننده را با خود به جهشی عظیم و چند میلیون ساله در تاریخ می‌برد و در نهایت ساختاری شبیه آن استخوان در مدار زمین دیده می‌شود که سلاحی مدرن و فضایی است. بدین ترتیب به آغاز قرن ۲۱ می‌رسیم.
ایستگاهی مداری به عنوان پایگاهی برای سفر میان زمین و پایگاه‌های موجود روی ماه بنا شده است که با چرخش به دور محور خود گرانشی مصنوعی را تولید می‌کند. دانشمندی از طریق این ایستگاه به ماه می‌رود تا در پایگاهی تحقیقاتی به بررسی کشف تازه‌ای بپردازد. کاوشگرهای ماه منطقه‌ای دربردارنده ناهنجاری مغناطیسی شدیدی پیدا کرده‌اند. با حفاری اطراف آن، دانشمندان متوجه وجود تخته سنگ سیاهی می‌شوند که گویی چند میلیون سال پیش زیر خاک ماه دفن شده است. این سنگ زمانی که اولین بار نور خورشید را بر خود می‌بیند، موجی الکترومغناطیسی به سوی مشتری می‌فرستد.
بخش سوم فیلم ماجرای مأموریتی به سوی مشتری است. خدمه این مأموریت غیر از دو نفر در خواب مغناطیسی قرار دارند و غیر از رایانه اصلی این مجموعه هیچ‌کس از هدف اصلی مأموریت خبر ندارد. کامپیوتر اصلی به نام هال ۹۰۰۰ (HAL 9000) مدیر اصلی و چشم و گوش سفینه است؛ اما در جریان این سفر به دلایلی – که به ویژه در کتاب و بخشی از آن در کتاب‌های بعدی کلارک دربارهٔ این داستان مشخص می‌شود – شروع به طغیان می‌کند و تصمیم به از بین بردن خدمه سفینه می‌برد و در نهایت یکی از فضانوردان به نام دیوید بومن می‌تواند او را از کار بیندازد و با هدف اصلی مأموریت آشنا می‌شود.
بدین ترتیب بخش آخر فیلم که به سفر شگفت‌انگیز و افسون‌کننده بومن و گذر او از دروازه ستاره‌ای است آغاز می‌شود؛ سفری که در آن بومن تجربه‌ای شگفت را پشت سر می‌گذارد و همچون جنینی در کنار سیاره ما گویی دوباره قصد تولد دارد. سفر پرماجرای بومن چون سفر اسطوره‌ای اودیسه سفری برای بازگشت است، اما آنکه برمی‌گردد با آنکه سفر را آغاز کرده است، تفاوت‌های بنیادینی خواهد داشت.

## بازیگران
- کیر دولی - دکتر دیوید بومن
- گری لاکوود - دکتر فرانک پول
- ویلیام سیلوستر - دکتر هیوود فلوید
- لئونارد راسیتر - دکتر آندری اسمیسلوف
- مارگارت تیزک - النا
- رابرت بیتی - دکتر رالف هالوورسن
- داگلاس رین - هال ۹۰۰۰ (صدا)
- شان سالیوان

## تولید

### توسعه
پس از تکمیل فیلم دکتر استرنجلاو (۱۹۶۴)، کارگردان استنلی کوبریک به یک بخش روابط‌عمومی از کلمبیا پیکچرز گفت که پروژه بعدی‌اش دربارهٔ حیات فرازمینی خواهد بود، و تصمیم گرفت «یک فیلم علمی تخیلی خوب مثال‌زدنی» بسازد. اینکه کوبریک چگونه به ساخت یک فیلم علمی تخیلی علاقه‌مند شد، کاملاً مشخص نیست.
زندگی‌نامه‌نویس جان بکستر به احتمالاً الهاماتی در اواخر دهه ۱۹۵۰ اشاره می‌کند، از جمله تولیدات بریتانیایی که به درام‌هایی دربارهٔ ماهواره‌ها و موجودات بیگانه که انسان‌های اولیه را تغییر می‌دادند، تولید پرهزینه سینمااسکوپ سیاره ممنوعه توسط مترو گلدوین میر (MGM)، و فیلم‌برداری و طراحی صحنه عریض و شیک فیلم‌های هیولایی ژاپنی (مانند فیلم‌های گودزیلا ساخته ایشیرو هوندا و ایجی تسوبورایا و هشدار از فضا ساخته کوجی شیما).
کوبریک با تأمین بودجه و توزیع فیلم از سوی استودیوی آمریکایی ام‌جی‌ام موافقت کرد، با این امتیاز که فیلم می‌توانست در فرمت عریض فوق‌العاده سینه‌راما به بازار عرضه شود. ام‌جی‌ام پیش‌تر این فرمت را در فیلم چگونه غرب تسخیر شد استفاده کرده بود.
فیلم تقریباً به‌طور کامل در جنوب انگلستان، جایی که کوبریک زندگی می‌کرد، فیلم‌برداری و تدوین شد، و از امکانات ام‌جی‌ام-بریتیش استودیوز و استودیوهای شپرتون استفاده شد. ام‌جی‌ام تولید فیلم را به شرکت تولیدی کوبریک واگذار کرد تا بتواند از مالیات ایدی، یک مالیات بریتانیا بر درآمد گیشه که در آن زمان برای تأمین بودجه تولید فیلم‌ها در بریتانیا استفاده می‌شد، بهره‌مند شود.
در یک نسخه پیش‌نویس از قرارداد با شرکت تولیدی کوبریک در مه ۱۹۶۵، ام‌جی‌ام آلفرد هیچکاک، بیلی وایلدر و دیوید لین را به‌عنوان جایگزین‌های احتمالی کوبریک در صورت عدم دسترسی او پیشنهاد داده بود.

### پیش‌تولید
تصمیم کوبریک برای اجتناب از نمایش‌های خیالی فضا که در فیلم‌های علمی تخیلی محبوب آن زمان رایج بود، او را بر آن داشت تا نمایش‌هایی واقع‌گرایانه‌تر و دقیق‌تر از سفرهای فضایی ایجاد کند. تصویرگرانی مانند چزلی بونستل، روی کارنون و ریچارد مک‌کنا برای تولید طرح‌های مفهومی، نقاشی‌ها و تصاویر از فناوری فضایی که در فیلم دیده می‌شود، استخدام شدند.
دو فیلم آموزشی، مستند کوتاه پویانمای گیتی تولید هیئت ملی فیلم کانادا در سال ۱۹۶۰ و فیلم به ماه و آنسوتر تولید نمایشگاه جهانی نیویورک ۱۹۶۴، از تأثیرات عمده بودند.
بر اساس گفته‌های زندگی‌نامه‌نویس، وینسنت لوبرتو، فیلم Universe الهام‌بخش بصری برای کوبریک بود. این فیلم ۲۹ دقیقه‌ای که برای نمایش واقع‌گرایانه از فضای بیرونی در ناسا نیز محبوبیت یافته بود، به «معیار واقع‌گرایی پویا و بصری که او به دنبالش بود» رسید. والی جنتلمن، یکی از هنرمندان جلوه‌های ویژه در Universe، مدت کوتاهی روی فیلم ۲۰۰۱ کار کرد. کوبریک همچنین از کالین لو، یکی از کارگردانان Universe، دربارهٔ تکنیک‌های تصویربرداری انیمیشنی پرسید و لو، ریاضی‌دان بریتانیایی، برایان سالت را که پیش‌تر با لو و رومن کرویتر روی مستند انیمیشن ثابت شهر طلا (۱۹۵۷) کار کرده بود، پیشنهاد کرد. راوی Universe، بازیگر داگلاس رین، برای صداپیشگی HAL انتخاب شد.
برای نقش هیوود فلوید، ام‌جی‌ام پیشنهاد داد که بازیگری مشهور مانند هنری فوندا یا جرج سی. اسکات انتخاب شود.
پس از آغاز پیش‌تولید، کوبریک فیلم «به ماه و آنسوتر» را که در ساختمان حمل و نقل و سفر نمایشگاه جهانی ۱۹۶۴ نمایش داده می‌شد، دید. این فیلم در فرمت سینه‌راما ۶۰ فیلم‌برداری شده بود و در «گنبد ماه» نمایش داده می‌شد. کوبریک شرکتی را که این فیلم را تولید کرده بود، یعنی Graphic Films Corporation، که فیلم‌هایی برای ناسا، نیروی هوایی ایالات متحده آمریکا و مشتریان مختلف صنایع هوافضا می‌ساخت، به‌عنوان مشاور طراحی استخدام کرد.
کارکنان Graphic Films، از جمله کان پدرسون، لستر نووروس و هنرمند پس‌زمینه داگلاس ترامبل، طرح‌ها و یادداشت‌های مبتنی بر پژوهش دربارهٔ مکانیک و فیزیک سفر فضایی را از طریق پست هوایی ارسال کردند و استوری‌بردهایی برای صحنه‌های پرواز فضایی در ۲۰۰۱ ایجاد کردند. ترامبل به سرپرست جلوه‌های ویژه در ۲۰۰۱ تبدیل شد.
اگرچه همکاری ترامبل با کوبریک جهشی بزرگ در حرفه او بود، او بعدها قسم خورد که «هرگز برای شخص دیگری کار نکند»، تا حدی به این دلیل که کوبریک «یک استادکار سختگیر بود… سطح کنترل کیفی او به کمال‌گرایی نزدیک بود.» این فیلم در نهایت جایزه اسکار بهترین جلوه‌های ویژه را کسب کرد، اما این جایزه تنها به کوبریک تعلق گرفت و ترامبل هیچ تقدیری برای کارش دریافت نکرد. این موضوع به تهدیدات اقدام قانونی منجر شد و این دو نفر برای یک دهه با یکدیگر صحبت نکردند. ترامبل پس از مرگ کوبریک گفت که او «یک نابغه بود»، کسی که او به‌شدت دلتنگش بود.
در تیتراژ ۲۰۰۱ نام چهار مشارکت‌کننده در جلوه‌های ویژه ذکر شده است، از جمله ترامبل. با این حال، طبق قوانین آکادمی در آن زمان، تنها سه نفر می‌توانستند برای کارشان روی یک فیلم نامزد شوند، که منجر به حذف ترامبل، تام هاوارد، کان پدرسون یا والی ویورز می‌شد. در نهایت، نام کوبریک به‌عنوان نامزد در این بخش ارائه شد و او جایزه را دریافت کرد، که بسیاری این تصمیم را نادیده‌گرفتن چهار مردی می‌دانند که کارشان به موفقیت فیلم کمک کرد.

### موسیقی
از اوایل مراحل تولید، کوبریک تصمیم گرفت که فیلمش تجربه‌ای عمدتاً بی‌کلام باشد که همانند روش‌های مرسوم روایت در سینما نبود و موسیقی در آن نقش کلیدی در ایجاد حس‌وحال‌های ویژه داشت. نزدیک به نیمی از موسیقی فیلم یا قبل از اولین جمله دیالوگ پخش می‌شود یا بعد از آخرین جمله. در صحنه‌هایی که دیالوگ وجود دارد، تقریباً هیچ موسیقی‌ای شنیده نمی‌شود. این فیلم به خاطر استفاده خلاقانه از قطعات موسیقی کلاسیک که از ضبط‌های تجاری موجود انتخاب شده بودند، مورد توجه است. بیشتر فیلم‌های بلند در آن زمان و حتی امروز معمولاً با موسیقی متن مفصل یا آهنگ‌هایی که آهنگسازان حرفه‌ای به‌طور خاص برایشان می‌سازند، همراه می‌شوند. در آغاز تولید، کوبریک از الکس نورث، آهنگساز هالیوودی که موسیقی اسپارتاکوس را ساخته بود، خواست که موسیقی متن ۲۰۰۱ را بسازد. اما در مرحله پس‌تولید، کوبریک تصمیم گرفت موسیقی نورث را کنار بگذارد و به جایش از قطعات کلاسیکی استفاده کند که قبلاً برای جهت‌دهی به کار نورث انتخاب کرده بود. نورث تا وقتی فیلم را در نمایش افتتاحیه ندید، نمی‌دانست که موسیقی‌اش کنار گذاشته شده است و به‌جایش از قطعاتی که قرار بود موقت باشند استفاده شده است.

## جوایز
- ۱۹۶۸ اسکار
  - برنده بهترین جلوه‌های ویژه تصویری برای استنلی کوبریک
  - نامزد بهترین طراحی صحنه
  - نامزد بهترین کارگردانی برای استنلی کوبریک
  - نامزد بهترین فیلم‌نامه غیر اقتباسی برای استنلی کوبریک و آرتور سی کلارک
- ۱۹۶۸ بفتا
  - برنده بهترین طراحی صحنه
  - برنده بهترین فیلمبرداری برای جفری آنسورث
  - برنده بهترین ساندتراک برای وینستون رایدر
  - نامزد بهترین فیلم

### ارجاعات
1. 1 2 3  Coate, Michael. "The Original Reserved-Seat Roadshow Engagements Of "2001: A Space Odyssey"". in70mm.com. Archived from the original on 23 July 2023. Retrieved 12 July 2023.
2. ↑  Maslin, Janet (14 April 1985). "Home video; New cassettes: From Kubrick To Saint-Exupery". نیویورک تایمز. Archived from the original on 15 July 2023. Retrieved 30 July 2023.
3. ↑  (Geduld 1973، ص. 27)
4. ↑  "2001: A Space Odyssey (1968)". Box Office Mojo. IMDbPro. Archived from the original on 4 November 2019. Retrieved 2 October 2019.
5. ↑  شقاقی، حسین (آبان ۱۳۹۱). «آن تخته سنگ کذایی: تحلیلی از فیلم ۲۰۰۱: یک ادیسه فضایی». حکمت و معرفت. مؤسسه اطلاعات. سال هفتم (۸): ۲۹–۲۴. شاپا 1735-9333.
6. ↑  «۲۰۰۱ ادیسه فضایی». سینمارسانه. بایگانی‌شده از اصلی در ۶ فوریه ۲۰۱۵. دریافت‌شده در ۱۷ ژانویه ۲۰۱۵.
7. ↑  «یک اودیسه فضایی ساخته استنلی کوبریک؛ شور و شوق دستیابی به ناشناخته‌ها». همشهری آنلاین. ۳۰ مهر ۱۳۹۳. دریافت‌شده در ۱۷ ژانویه ۲۰۱۵.
8. ↑  Hirsch, Foster (1972). The Hollywood epic. Barnes. p. 13. ISBN 978-0-498-01747-6.
9. ↑  Homer in the Twentieth Century. Oxford University Press. 1972. p. iii. ISBN 978-0-19-161546-7.
10. ↑  Dickinson, Kay (2008). Off key: when film and music won't work together. Oxford University Press. p. 87. ISBN 978-0-19-532663-5.
11. ↑  2001: A Space Odyssey (film by Kubrick [1968]) - Britannica Online Encyclopedia
12. ↑  Adler, Renata. "2001: A Space Odyssey (1968)". The New York Times. Retrieved September 19, 2011.. See also "2001: A Space Odyssey (1968)". AllRovi. Rovi Corporation. Retrieved September 19, 2011.See also "2001: A Space Odyssey – 40th Anniversary". AFI Silver. American Film Institute. 2008. Archived from the original on 6 October 2012. Retrieved September 19, 2011.
13. ↑  (فرانسوی) "1968: La révolution Kubrick". Cinezik web site (French film magazine on music in film). Archived from the original on 23 October 2009. Retrieved September 29, 2009.
14. ↑  Donald MacGregor. "2001; or, How One Film-Reviews With a Hammer". Visual-Memory. Retrieved September 29, 2009.
15. ↑  "What did Kubrick have to say about what 2001 "means"?". Krusch.com. Archived from the original on 27 September 2010. Retrieved August 22, 2010.
16. ↑  "Sight and Sound: Top Ten Poll 2002". British Film Institute web site. Archived from the original on 16 December 2006. Retrieved December 15, 2006.
17. ↑  "Vertigo is named 'greatest film of all time'". BBC News. August 2, 2012. Retrieved August 24, 2012.
18. ↑  "The Greatest Films of All Time". bfi (به انگلیسی). 2022.
19. ↑  "Directors' 100 Greatest Films of All Time". bfi (به انگلیسی). 2022.
20. ↑  Albert Sydney Hornby, ed. (2000). "odyssey". Oxford Advanced Learner's Dictionary (به انگلیسی) (6th ed.). Oxford University Press. p. 877.
21. ↑  Geppert, Alexander C.T. (2012). Imagining Outer Space: European Astroculture in the Twentieth Century (به انگلیسی). Palgrave Macmillan. p. 192.
22. ↑  Singer, Irving (2008). "Mythmaking in Kubrick and Fellini". Cinematic Mythmaking: Philosophy in Films (به انگلیسی). MIT Press. p. 195.
23. ↑  (Agel 1970، ص. 11)
24. ↑  Bernstein, Jeremy (4 November 1966). "Stanley Kubrick: The Master". The New Yorker. Archived from the original on 6 January 2021. Retrieved 8 November 2023 – via www.newyorker.com.
25. ↑  (Clarke 1972، ص. 17)
26. 1 2 3  Baxter, John (1997). Stanley Kubrick: A Biography. New York: Basic Books. p. 200. ISBN 0-7867-0485-3.
27. ↑  (Chapman و Cull 2013، ص. 97)
28. ↑  (McAleer 2013، ص. 140)
29. ↑  (Chapman و Cull 2013، ص. 98)
30. ↑  Handy, Bruce (14 February 2018). "The Weirdest, Most Wonderful 2001: A Space Odyssey Secrets in the Stanley Kubrick Archive". Vanity Fair. Archived from the original on 20 March 2023. Retrieved 25 February 2024.
31. 1 2 3 4 5  "Sloan Science & Film". scienceandfilm.org. Archived from the original on 21 September 2016. Retrieved 10 September 2016.
32. ↑  "The Art of Roy Carnon". www.2001italia.it. Archived from the original on 20 September 2016. Retrieved 10 September 2016.
33. ↑  Graham, Gerald G. (1989). Canadian film technology, 1896–1986. Newark: University of Delaware Press. p. 114. ISBN 0-87413-347-5. Archived from the original on 14 November 2020. Retrieved 17 August 2016.
34. ↑  Evans, Gary (1991). In the national interest: a chronicle of the National Film Board of Canada from 1949 to 1989 (Repr. ed.). Toronto: University of Toronto Press. p. 75. ISBN 0-8020-6833-2. Retrieved 16 August 2016. In the National Interest City of Gold.
35. ↑  Lacey, Liam (11 March 2016). "Colin Low: A gentleman genius of documentary cinema". گلوب اند میل. Archived from the original on 17 March 2016. Retrieved 15 March 2016.
36. ↑  "Behind the Scenes of 2001: A Space Odyssey, the Strangest Blockbuster in Hollywood History". Vanity Fair. 14 February 2018. Archived from the original on 24 March 2023. Retrieved 8 June 2023.
37. 1 2  "Douglas Trumbull obituary". تایمز (به انگلیسی). ISSN 0140-0460. Retrieved 17 March 2022.
38. ↑  "1969 Winners and Nominees". Oscars. 4 October 2014. Archived from the original on 10 September 2016. Retrieved 24 July 2019.
39. ↑  (Castle 2005، ص. [کدام صفحه؟])
40. 1 2  (LoBrutto 1998، ص. 308)
41. ↑  Time Warp (CD Booklet). Telarc. Release# CD-80106.
42. ↑  James, Emily St (26 April 2018). "The music of 2001: A Space Odyssey is justifiably famous. The studio hated it". Vox. Archived from the original on 16 May 2023. Retrieved 16 May 2023.

### کتابشناسی
- Agel, Jerome, ed. (1970). The Making of Kubrick's 2001. New York: New American Library. ISBN 0-451-07139-5.